# تولد دوباره (مجموعه تلویزیونی)
تولد دوباره (کره‌ای: 본 어게인; لاتین‌نویسی اصلاح‌شده: Bon Eogein) یک مجموعهٔ تلویزیونی کره جنوبی سال ۲۰۲۰ با بازی جانگ کی یونگ، جین سه یون و لی سو هیوک است. این مجموعه از ۲۰ آوریل تا ۹ ژوئن ۲۰۲۰، روزهای دوشنبه و سه‌شنبه ساعت ۲۲:۰۰ (کی‌اس‌تی) از کی‌بی‌اس۲ برای ۱۶ قسمت پخش شد.

## بازیگران

### اصلی
- جانگ کی یونگ در نقش گونگ جی چول / چون جونگ بوم
- جین سه یون در نقش جونگ ها اون / جونگ سا بین
- لی سو هیوک در نقش چا هیونگ بین / کیم سو هیوک